# A Expansão (série literária)
A Expansão (The Expanse) é uma série de romances literários de ficção científica (incluindo novelas e contos relacionados) de James S. A. Corey, o pseudônimo conjunto dos autores Daniel Abraham e Ty Franck . O primeiro romance, Leviatã Desperta (Leviathan Wakes), foi indicado ao prêmio Hugo Award de Melhor Romance em 2012. A série completa foi indicada ao Hugo Award de Melhor Série em 2017. Ganhando, após sua segunda indicação para o mesmo prêmio em 2020.
A série de livros é composta por nove romances, nove contos separados que posteriormente saiu em uma unica edição. A série foi adaptada para a televisão pela Syfy Network, sob o título de The Expanse . Quando o Syfy cancelou a série de TV após três temporadas, a Amazon a adquiriu e começou a transmiti-la no Amazon Prime Video por mais três temporadas.
No Brasil apenas o primeiro volume da série foi publicado.
Leviatã Desperta saiu pela editora ALEPH em 2017.

## Contexto
A Expansão (The Expanse) acontece em um futuro em que a humanidade colonizou grande parte do Sistema Solar, mas ainda não tem viagens interestelares. A viagem pelas enormes distâncias entre os planetas do sistema solar se tornou possível com o "Drive de Epstein", (tecnologia ficticia da obra) embora a força G exercida durante a aceleração seja debilitante sem o uso de drogas especiais. Uma vez em andamento, o princípio da equivalência permite que os viajantes experimentem a gravidade semelhante à da Terra. No cinturão de asteróides e além, as tensões estão aumentando entre as Nações Unidas da Terra, Marte e os planetas exteriores . Os residentes dos planetas exteriores desenvolveram uma língua crioula devido ao seu isolamento físico da Terra e de Marte. A série se passa inicialmente no Sistema Solar, usando muitos locais reais, como Ceres e Eros no cinturão de asteróides, várias luas de Júpiter, sendo Ganimedes e Europa os locais mais desenvolvidos, e pequenas bases científicas tão distantes quanto Febe (satélite) em torno de Saturno e Titânia em torno de Urano, bem como assentamentos abobadados bem estabelecidos em Marte e na Lua .
Os autores sugeriram que The Expanse pode acontecer no futuro do romance de Andy Weir, Perdido em Marte (The Martian) . Em apoio a isso, eles criaram um navio chamado Mark Watney em homenagem ao protagonista da obra. No entanto, Andy Weir esclareceu publicamente que a referência era apenas uma referência divertida.
À medida que a série avança, a humanidade ganha acesso a milhares de novos mundos pelo uso do anel, uma ponte Einstein-Rosen artificialmente sustentada ou buraco de minhoca, criado por uma raça alienígena há muito morta. O anel em nosso sistema solar está a duas UA da órbita de Urano . A passagem por ele leva a um centro de espaço sem estrelas com aproximadamente um milhão de quilômetros de diâmetro, com mais de 1.300 outros anéis, cada um com um sistema estelar do outro lado. No centro do hub, que também é chamado de "zona lenta", uma estação espacial alienígena controla os portões e também pode definir limites instantâneos de velocidade em objetos dentro do hub como meio de defesa.

## Visão geral da série

### Romances
| Número | Título                  | Páginas | Áudio   | Data da Publicação Original | ISBN              |
| ------ | ----------------------- | ------- | ------- | --------------------------- | ----------------- |
| 1      | Leviatã Desperta        | 592     | 20h 56m | 15/06/2011                  | 978-0-316-12908-4 |
| 2      | A Guerra de Caliban     | 595     | 21h     | 25/06/2012                  | 978-0-316-12906-0 |
| 3      | Os Portões de Abadom    | 539     | 19h 42m | 04/06/2013                  | 978-0-316-12907-7 |
| 4      | O Incêndio de Cibola    | 583     | 20h 7m  | 17/06/2014                  | 978-0-316-21762-0 |
| 5      | Ardil de Nemesis        | 544     | 16h 44m | 02/06/2015                  | 978-0-316-21758-3 |
| 6      | Cinzas da Babilônia     | 608     | 19h 58m | 06/12/2016                  | 978-0-316-33474-7 |
| 7      | Desenredo de Persépolis | 560     | 20h 34m | 05/12/2017                  | 978-0-316-33283-5 |
| 8      | Ira de Tiamate          | 544     | 19h 8m  | 26/03/2019                  | 978-0-316-33286-6 |
| 9      | Leviatã Adormece        | 528     | 19h 40m | 30/11/2021                  | 978-0-316-33291-0 |

### Contos
| Número | Título Original                                        | Contexto                                                       | Páginas | Áudio   | Data de Publicação | ISBN              |
| ------ | ------------------------------------------------------ | -------------------------------------------------------------- | ------- | ------- | ------------------ | ----------------- |
| 0.1    | Drive                                                  | Antes de Leviatã Desperta                                      | 7       | 57m     | 27/11/2012         | 978-1-781-08056-6 |
| 0.3    | The Churn                                              | Antes de Leviatã Desperta                                      | 75      | 2h 18m  | 29/04/2014         | 978-0-316-21766-8 |
| 0.5    | The Butcher of Anderson Station                        | Antes de Leviatã Desperta                                      | 40      | 1h 1m   | 17/10/2011         | 978-0-316-20407-1 |
| 1.1    | The Last Flight of the Cassandra                       | Durante Leviatã Desperta                                       | 5       |         | 14/05/2019         | 978-1-934-54797-7 |
| 2.5    | Gods of Risk                                           | Entre A Guerra de Caliban e Os Portões de Abadom               | 75      | 2h 20m  | 15/09/2012         | 978-0-316-21765-1 |
| 3.5    | The Vital Abyss                                        | Desde antes de Leviatã Desperta até O Incêndio de Cibola       | 74      | 2h 26m  | 15/10/2015         | 978-0-316-21756-9 |
| 6.5    | Strange Dogs                                           | Entre Cinzas da Babilônia e Desenredo de Persépolis            | 64      | 2h 29m  | 18/07/2017         | 978-0-316-21757-6 |
| 7.5    | Auberon                                                | Entre Desenredo de Persépolis e Ira de Tiamate                 | 63      | 2h 25m  | 12/11/2019         | 978-0-316-43428-7 |
| 9.5    | The Sins of Our Fathers                                | Após Leviatã Adormece                                          | 64      | 2h 23m  | 15/03/2022         | 978-0-316-66907-8 |
|        | Memory's Legion: The Complete Expanse Story Collection | Desde antes de Leviatã Desperta até depois de Leviatã Adormece | 432     | 16h 22m | 15/03/2022         | 978-0-316-66919-1 |

O livro Memory's Legion é uma coleção de todos os oito contos e novelas, exceto The Last Flight of the Cassandra (que permanece exclusivo do RPG). A coleção inclui notas dos autores e o conto final The Sins of Our Fathers, que é um epílogo da série.

### Audiolivros
Nos Estados Unidos todos os contos, exceto o conto exclusivo do RPG, foram lançados como audiolivros, com Jefferson Mays como narrador que incluem Drive , The Butcher of Anderson Station , The Vital Abyss , Strange Dogs , Auberon e The Sins of Our Fathers. Erik Davies foi originalmente o narrador das novelas The Churn e Gods of Risk;  mas ambos foram relançados com Jefferson Mays narrando-os em 28 de dezembro de 2021. Enquanto a maior parte de Memory's Legion é narrada por Jefferson Mays, as partes das notas do autor são narradas por Daniel Abraham e Ty Franck.

## Personagens
| Nome                   | Livros                                                   |
| ---------------------- | -------------------------------------------------------- |
| James Holden           | 1, 2, 3, 4, 5, 6, 7, 8 (prólogo, interlúdio, epílogo), 9 |
| Josefo Miller          | 1                                                        |
| Julie Mao              | 1 (prólogo)                                              |
| Fred Johnson           | 1 (epílogo), 6                                           |
| Bobbie Draper          | 2, 4 (prólogo), 6, 7, 8                                  |
| Chrisjen Avasarala     | 2, 4 (epílogo), 6                                        |
| Praxidike Meng         | 2, 6                                                     |
| Mei Meng               | 2 (prólogo)                                              |
| Clarissa Melpomene Mao | 3, 6, 7                                                  |
| Annushka Volovodov     | 3, 6 (epílogo)                                           |
| Carlos 'Touro' de Baca | 3                                                        |
| Manéo Jung-Espinoza    | 3 (prólogo)                                              |
| Dimitri Havelock       | 4                                                        |
| Basia Merton           | 4                                                        |
| Elvi Okoye             | 4, 8, 9                                                  |
| O Investigador         | 4 (interlúdios)                                          |
| Amos Burton            | 5, 6, 7, 9 (2 interlúdios)                               |
| Alex Kamal             | 5, 6, 7, 8, 9                                            |
| Naomi Nagata           | 5, 6, 7, 8, 9                                            |
| Filip Inaros           | 5 (prólogo), 6                                           |
| Sauveterre             | 5 (epílogo)                                              |
| Marco Inaros           | 6                                                        |
| Anderson Dawes         | 6                                                        |
| Michio Pa              | 6                                                        |
| Salis                  | 6                                                        |
| Jakulski               | 6                                                        |
| Vandercaust            | 6                                                        |
| Roberts                | 6                                                        |
| Namono                 | 6 (prólogo)                                              |
| Paolo Cortazár         | 7 (prólogo)                                              |
| Santiago Jilie Singh   | 7                                                        |
| Camina Baterista       | 7                                                        |
| Winston Duarte         | 7 (epílogo), 9 (prólogo)                                 |
| Teresa Duarte          | 8, 9                                                     |
| Anton Trejo            | 9 (prólogo)                                              |
| Aliana Tanaka          | 9                                                        |
| Fayez Sarkis           | 9                                                        |
| Kit Kamal              | 9                                                        |
| Cara Bisset            | 9 (interlúdios)                                          |
| Jillian Houston        | 9                                                        |
| Ekko Levy              | 9                                                        |
| Marrel Imvic           | 9 (epílogo)                                              |

A história é contada através de vários pontos de vista dos seus protagonistas.
Existem dois personagens com pontos de vista no primeiro livro e quatro nos livros dois a cinco. No sexto e sétimo livros, o número de personagenscom pontos de vista aumenta, com vários personagens tendo apenas um ou dois capítulos. O oitavo livro voltou a um número mais limitado com cinco. No nono livro, há um aumento nos pontos de vista com alguns capítulos com vários personagens tendo ponto de vista. Cada livro também começa e termina com um prólogo e epílogo contados da perspectiva de um personagem único.

### Tripulação da Rocinante
Os personagens centrais são a tripulação da Rocinante, uma espaçonave da marinha marciana que foi recuperada por sua atual tripulação.
A tripulação principal é composta por:
- James "Jim" R. Holden , capitão da Rocinante , ex-oficial da Marinha da ONU; da Terra (um terráqueo).
- Naomi Nagata , engenheira-chefe e diretora executiva; uma Centuriana (Belter), habitante do cinturão de asteróides.
- Amos Burton , mecânico; um terráqueo.
- Alex Kamal , piloto da Rocinante , ex-piloto da Marinha da República Congressista Marciana (Mars Congressional Republic Navy (MCRN)); um marciano.

### Os Planetas Exteriores
- Josephus "Joe" Aloisus Miller , um Cinturiano (Belter) que trabalhou como detetive para a empresa de segurança da estação de Ceres, Star Helix Security.
- Juliette "Julie" Andrômeda Mao , a filha mais velha do plutocrata terráqueo Jules-Pierre Mao, ex-pilota e convertida para a Aliança de Planetas Exteriores APE (OPA - Outer Planets Alliance no original).
- Frederick "Fred" Lucius Johnson , um ex- fuzileiro naval da ONU insultado como o "Açougueiro da Estação Anderson" e agora o líder da APE.
- Dr. Praxidike "Prax" Meng , o botânico chefe do projeto de fazenda de soja RMD-Southern em Ganimedes e pai de Mei Meng.
- Mei Meng , filha de Prax.
- Carlos "Bull" de Baca , membro da APE servindo como diretor de segurança a bordo da Behemoth.
- Michio Pa , oficial executivo do navio APE Behemoth , mais tarde capitão do navio da Marinha Livre Connaught.
- Basia "Baz" Merton , um soldador de Ganimedes, mais tarde cidadão de Ilus.
- Manéo "Néo" Jung-Espinoza , um jovem Cinturino (Belter) de Ceres.
- Marco Inaros , comandante da Marinha Livre, um ramo radical da APE.
- Filip Inaros , um adolescente membro da APE, e mais tarde Marinha Livre, e filho de Marco Inaros e Naomi Nagata.
- Camina Drummer , chefe de segurança da Estação Tycho, mais tarde presidente do Sindicato dos Transportes.
- Jakulski, Roberts, Salis & Vandercaust , quatro técnicos, trabalhando para a Marinha Livre na Estação Medina.

### Marte
- Roberta "Bobbie" W. Draper , sargento de artilharia marciana no MCRN, da 2ª Força Expedicionária de Fuzileiros Navais
- Fayez Okoye-Sarkis , um geólogo de Marte que trabalhou em novos mundos de colônias e mais tarde se casou com Elvi Okoye
- Sauveterre , o capitão do MCRN Barkeith
- Solomon Epstein, inventor do "Epstein-Fusion Drive". Ele morreu testando sua máquina quando foi para o espaço profundo sem ter como voltar.
- Kit Kamal , Filho de Alex Kamal de seu segundo casamento. Ele deixa Marte com sua esposa e filho para o sistema Nieuwestad.

### Terra
- Dmitri Havelock , um contratado de segurança da Terra e ex-parceiro de Joe Miller
- Chrisjen Avasarala , a subsecretária adjunta da Administração Executiva da ONU, mais tarde secretária-geral da ONU
- Clarissa "Claire" Melpomene Mao aka Melba Alzbeta Koh aka Peaches , filha de Jules-Pierre Mao, ela é uma técnica eletroquímica licenciada. Depois de formar um vínculo com ela, Amos lhe dá o apelido de Princesa.
- Dr. Elvi Okoye , um biólogo da Terra, agora uma figura de destaque entre os cidadãos das novas colônias
- Rev. Dr. Annushka "Anna" Volovodov , um pastor metodista em St. John's United em Europa e na Terra
- Namono "Nono" Volovodov , esposa de Anna, com quem tem uma filha, "Nami"

### Lacônia
- Winston Duarte , Alto Cônsul do Império Laconiano, um desertor da marinha marciana
- Teresa Duarte ou Tiny , filha e herdeira do Alto Cônsul
- Paolo Cortázar , ex-membro da divisão de pesquisa em nanoinformática da Protomolécula, agora é o principal pesquisador de Laconia
- Santiago Jilie Singh , capitão da Marinha Imperial Laconiana e comandante da Gathering Storm
- Anton Trejo , Alto Almirante da Marinha Imperial Laconiana e capitão do Coração da Tempestade
- Aliana Tanaka , Coronel da Marinha Imperial Laconiana e ex-oficial do MCRN até desertar.
- Cara Bisset , uma criança de dez anos que, com seus pais, se estabeleceu em Laconia e foi ressuscitada pelos drones de reparo do planeta.

### Outros Sistemas
- Jillian Houston , membro do Underground e membro da tripulação do Gathering Storm , ela é do sistema Freehold
- Ekko Levy , o capitão do Perdão do planeta Firdaws
- Marrel Imvic , um linguista a bordo do Musafir do sistema Dobridomov

## Inspiração e Escrita

### Desenvolvimento
Ty Franck começou a desenvolver o mundo de The Expanse inicialmente como cenário para um MMORPG e, depois de alguns anos, para um RPG de mesa. Daniel Abraham, autor de vários romances, sugeriu, dada a profundidade do cenário, que o mundo poderia servir de base para uma série de romances, observando: "As pessoas que escrevem livros não fazem tanta pesquisa ."
Os autores afirmaram que a série obtém algumas de suas inspirações do livro Gateway de Frederik Pohl e dos outros livros da Série Heechee do mesmo autor.

Também foi observado que há semelhanças no cenário político e social da série com o clássico romance de ficção científica de Alfred Bester, The Stars My Destination.
Ty Franck também afirmou que Alien de Ridley Scott's foi a maior influência da série"

### Processo de escrita
Franck escreve todos os capítulos de Holden, Bobbie e Anna, enquanto Abraham escreve os capítulos de Miller, Melba, Avasarala, Bull e Prax. Os escritores se reúnem semanalmente para discutir os próximos capítulos e trocar os capítulos concluídos para serem editados.

### Estrutura Narrativa
Os romances são escritos com foco narrativo subjetivo em terceira pessoa. Cada capítulo é contado do ponto de vista de um personagem central da história, enquanto o prólogo e o epílogo são contados por um personagem recorrente ou um ponto de vista pontual. A maioria dos livros emprega quatro personagens com ponto de vista (mais os pontos de vista do prólogo e do epílogo). Leviatã Desperta apresenta dois, Babylon's Ashes apresenta dezesseis e Tiamat's Wrath apresenta cinco. James Holden é o único personagem a ser usado como personagem de ponto de vista em todos os nove romances.

## Recepção

### Resposta da Critica
A série em geral foi bem recebida, com o primeiro romance Leviatã Desperta sendo o mais elogiado. Para Caliban's War, Wired.com, Geek Dad e Publishers Weekly elogiaram o romance. GeekDad citou as "personalidades humanas críveis e tecnologia que é facilmente reconhecível" como um destaque.
Publishers Weekly deu Abaddon's Gate uma crítica estrelada dizendo que "os fãs da série acharão esta parte a melhor até agora." 
A mesma publicação deu Cibola Burn uma crítica estrelada e o chamou de "esplêndido" e "mistura aventura com decência incomum". 
The Expanse ganhou o Prêmio Hugo 2020 de Melhor Série.

### Premios e indicações
| Ano  | Título Original   | Prêmio                           | Categoria                  | Resultado | Ref    |
| ---- | ----------------- | -------------------------------- | -------------------------- | --------- | ------ |
| 2011 | Leviathan Wakes   | Goodreads Choice Awards          | Best Science Fiction       | Indicado  | [ 37 ] |
| 2012 | Leviathan Wakes   | Hugo Award                       | Best Novel                 | Indicado  | [ 38 ] |
| 2012 | Leviathan Wakes   | Locus Awards                     | Best SF Novel              | Indicado  | [ 39 ] |
| 2012 | Caliban's War     | Goodreads Choice Awards          | Best Science Fiction       | Indicado  | [ 40 ] |
| 2013 | Caliban's War     | Locus Awards                     | Best SF Novel              | Indicado  | [ 41 ] |
| 2013 | Abaddon's Gate    | Goodreads Choice Award           | Best Science Fiction       | Indicado  | [ 42 ] |
| 2014 | Abaddon's Gate    | Locus Awards                     | Best SF Novel              | Venceu    | [ 43 ] |
| 2014 | Cibola Burn       | Goodreads Choice Award           | Best Science Fiction       | Indicado  | [ 44 ] |
| 2015 | Cibola Burn       | Locus Awards                     | Best SF Novel              | Indicado  | [ 45 ] |
| 2015 | Nemesis Games     | Goodreads Choice Award           | Best Science Fiction       | Indicado  | [ 46 ] |
| 2017 | Babylon's Ashes   | Locus Awards                     | Best SF Novel              | Indicado  | [ 47 ] |
| 2017 | Babylon's Ashes   | Goodreads Choice Awards          | Best Science Fiction       | Indicado  | [ 48 ] |
| 2017 | Babylon's Ashes   | Dragon Award                     | Best Science Fiction Novel | Venceu    | [ 49 ] |
| 2017 | The Expanse       | Hugo Award                       | Best Series                | Indicado  | [ 50 ] |
| 2018 | Persepolis Rising | Locus Awards                     | Best SF Novel              | Indicado  | [ 51 ] |
| 2018 | Persepolis Rising | Goodreads Choice Award           | Best Science Fiction       | Indicado  | [ 52 ] |
| 2018 | Persepolis Rising | Dragon Award                     | Best Science Fiction Novel | Indicado  | [ 53 ] |
| 2019 | Tiamat's Wrath    | Dragon Award                     | Best Science Fiction Novel | Indicado  | [ 54 ] |
| 2019 | Tiamat's Wrath    | Goodreads Choice Award           | Best Science fiction       | Indicado  | [ 55 ] |
| 2019 | Tiamat's Wrath    | Google Play Users' Choice Awards | User's Choice Book         | Indicado  | [ 56 ] |
| 2020 | The Expanse       | Hugo Award                       | Best Series                | Venceu    | [ 57 ] |

## Adaptações

### Série de Televisão
O canal de televisão americano Syfy anunciou um compromisso direto para a série para uma adaptação televisiva de The Expanse em abril de 2014, ordenando a produção de dez episódios de uma hora para uma primeira temporada  que estreou em dezembro de 2015.
A partir de 2022, seis temporadas compostas por um total de 62 episódios foram produzidas, com o episódio final de cada temporada compartilhando seu nome com o respectivo livro. 
A série é estrelada por Thomas Jane como Josephus Miller e Steven Strait como Jim Holden. Quanto á demais tripulação da Rocinante , Dominique Tipper foi escalado como Naomi Nagata, Cas Anvar como Alex Kamal e Wes Chathamcomo Amós Burton. Os outros principais membros do elenco são Shohreh Aghdashloo como Chrisjen Avasarala, Chad Coleman como Fred Johnson e Florence Faivre como Julie Mao. Na 2ª temporada, Frankie Adams se juntou ao elenco como Bobbie Draper.

### Quadrinhos
Quatro quadrinhos digitais baseados nos livros e vinculados à série de televisão foram publicados pela ComiXology. Os quadrinhos foram escritos por James SA Corey, Hallie Lambert e Georgia Lee e ilustrados por Huang Danlan, Triona Farrell, Juan Useche e Rahzzah. The Expanse: Origins revela as histórias de fundo não contadas dos membros da tripulação da Rocinante antes do início da série. Todos os quatro quadrinhos também foram lançados impressos como uma compilação intitulada The Expanse Vol. 1: Origens por BOOM! Studios, que também contou com uma nova história sobre o detetive Miller.
| Título                 | Personagem   | Data de Publicação | Ref.   |
| ---------------------- | ------------ | ------------------ | ------ |
| The Expanse Origins #1 | James Holden | 01/02/2017         | [ 59 ] |
| The Expanse Origins #2 | Naomi Nagata | 19/04/2017         | [ 60 ] |
| The Expanse Origins #3 | Alex Kamal   | 24/05/2017         | [ 61 ] |
| The Expanse Origins #4 | Amos Burton  | 12/07/2017         | [ 62 ] |

Uma segunda série também foi publicada pela Boom e escrita por James SA Corey e Corinna Bechko, e ilustrada por Alejandro Aragon, Francesco Segala e Ed Dukeshire. Até o momento foram publicados 4 números.

### Jogo de Tabuleiro
Um jogo de tabuleiro The Expanse, projetado por Geoff Engelstein e publicado pela WizKids , foi lançado em outubro de 2017. Os autores da série de livros colaboraram com Engelstein em seu desenvolvimento.
O jogo se concentra em política, conquista e intriga semelhante ao jogo de tabuleiro Twilight Struggle, embora com um tempo de jogo mais curto. Os jogadores representam as forças da ONU da Terra, as forças armadas de Marte, a OPA e a Protogen Inc, cada uma lutando para se tornar a potência dominante no Sistema Solar. Eles usam cartas e pontos de ação para mover e posicionar Frotas e expandir sua Influência em áreas contestadas. Os cartões representam personagens e eventos do universo de The Expanse, cada um com imagens-chave do show. Cada personagem tem habilidades especiais que devem ser exploradas corretamente para ganhar vantagem na luta pelo controle.
The Expanse: Doors & Corners Expansion foi anunciado para lançamento pela WizKids em fevereiro de 2019. Ele contém cinco novos módulos que podem ser usados de forma independente ou em qualquer combinação com o jogo base.

### Jogo de RPG
O jogo de RPG The Expanse usa o sistema AGE (Adventure Game Engine) projetado por Chris Pramas para dar vida ao universo de James SA Corey. O livro de regras principal e o Gamemaster's Kit foram lançados no Kickstarter em julho de 2018 e arrecadaram mais de US$ 400.000 em sua campanha. O livro foi escrito pelo designer de jogos Steve Kenson e é publicado pela empresa de Pramas, Green Ronin Publishing. O jogo permite que os jogadores criem seu próprio personagem das várias facções do Sistema Solar e se aventurem pelo Sistema Solar e além em vários cenários ou até mesmo em suas próprias naves. Inclui um conto bônus de James SA Corey intitulado "The Last Flight of the Cassandra ".